# AGM-78 Standard ARM
AGM-78 Standard ARM (akronim nazwy angielskiej Anti Radiation Missile – przeciwradarowy pocisk rakietowy) —  amerykański naddźwiękowy pocisk rakietowy klasy powietrze-ziemia, służący do niszczenia urządzeń radarowych przeciwnika, zwłaszcza systemów obrony przeciwlotniczej, naprowadzając się na źródło emitowanych przez nie sygnałów, opracowany przez General Dynamics.

## Historia
Pocisk został opracowany na potrzeby US Navy pod koniec lat 60. jako następca AGM-45 Shrike, którego parametry były niezadowalające. AGM-45 posiadał małą głowicę, krótki zasięg i nieefektywny system naprowadzający. Z propozycją skonstruowania pocisku zwrócono się do firmy General Dynamics, która zobowiązała się zbudować broń opartą, w celu redukcji kosztów, na innym swoim pocisku klasy woda-powietrze RIM-66 Standard MR, należącym do nowej rodziny standardowych pocisków (Standard). Pierwsze testy przeprowadzono w 1967 roku, rok po rozpoczęciu prac konstrukcyjnych. Pierwsze pociski seryjne pojawiły się na początku 1968 roku.
Pocisk AGM-78 oznaczono nazwą STARM, będącą skrótem pełnego oznaczenia Standard ARM. Pierwsza wersja pocisku A1 Mod 0 była właściwie wystrzeliwaną z powietrza odmianą pocisku RIM-66 z głowicą naprowadzającą się na źródło promieniowania radarowego od pocisku Shrike. Napęd pocisku stanowił silnik rakietowy Aerojet Mark 27 MOD 4. Zaletą była cięższa głowica, większy zasięg (ponad 90 km) i wyższa prędkość lotu, zmniejszająca czas reakcji obsługi radaru. Chociaż nowy pocisk był efektywniejszy niż poprzednik, to był również znacznie droższy niż AGM-45 (ok. 20 razy), który pozostał w produkcji i służbie nawet dłużej. Ujemną cechą były również duże rozmiary i masa, ograniczające możliwość jego użycia. Nowy pocisk był przeznaczony do przenoszenia przez samoloty F-4G Wild Weasel, F-105F/G Thunderchief i A-6B/E Intruder.

## Wersje pocisku AGM-78
Równolegle z pociskiem pierwszej wersji AGM-78A zbudowano pocisk ćwiczebny ATM-78A o tej samej masie i wymiarach, ale pozbawiony systemów naprowadzających, głowicy bojowej i silnika.
W wersji AGM-78A2 wprowadzono system BDA (Bomb Damage Assessment), oraz fosforowy znacznik celu, którego zadaniem było wskazanie miejsca uderzenia pocisku innym samolotom, których zadaniem było kontynuowanie ataku.
W 1969 wprowadzono do produkcji ulepszony model AGM-78B z systemem naprowadzającym zdolnym namierzać radary pracujące w różnych pasmach, tak aby przed startem samolotu nie było konieczne wybieranie jednej z wielu głowic. Zainstalowano również prostą pamięć umożliwiającą zapisanie pozycji celu i kontynuowanie lotu pocisku również po wyłączeniu wysyłającego promieniowanie wrogiego radaru. Pociski przeciwradarowe poprzednich generacji gubiły cel po ustaniu promieniowania radaru, więc cykliczne włączanie i wyłączanie radarów baterii przeciwlotniczych było najpowszechniej stosowanym środkiem przed atakującymi je pociskami.
Część pocisków starszej wersji AGM-78A1 zmodernizowano przez dodanie nowej głowicy naprowadzającej z układem pamięci. Tak zmodyfikowane pociski oznaczono jako AGM-78A4. Pociski AGM-78B były najważniejszą i najczęściej używaną wersją, zwłaszcza przez samoloty USAF F-4G Phantom II wykonujące misje Wild Weasel.
Wersja ćwiczebna pocisku AGM-78B nosiła oznaczenie ATM-78B.
Na początku lat 70. wyprodukowano kolejną wersję AGM-78C. Zaprojektowany dla USAF pocisk w tej wersji został opracowany w celu zwiększenia jego efektywności i obniżenia kosztów produkcji. Pocisk w nowej wersji również posiadał fosforowy znacznik celu. Do wersji AGM-78C zmodernizowano również pewną liczbę pocisków wcześniejszych wersji. Również dla tej odmiany zbudowano pocisk treningowy oznaczony jako ATM-78C.
W latach 1973 – 1976 skonstruowano kolejną wersję AGM-78D z nowym silnikiem rakietowym. Następna modyfikacja AGM-78D2 miała nowy aktywny zapalnik optyczny, jeszcze większą niezawodność i nową 100 kg odłamkowo-burzącą głowicę bojową. Wersja treningowa pocisku nosiła oznaczenie ATM-78D.
Na bazie pocisku AGM-78 zbudowano przeciwradarowy pocisk RGM-66D wystrzeliwany z wyrzutni okrętowych i przeciwlotniczy klasy powietrze-powietrze AIM-97 Seekbat.
Łącznie zbudowano ponad 3000 egzemplarzy pocisków AGM-78 wszystkich wersji. Produkcję zakończono w 1976 roku, ale pociski były użytkowane jeszcze przez około 10 lat, kiedy to zastąpiono je nowym pociskiem AGM-88 HARM.